# 상주 상무 피닉스 2011 시즌
상주 상무 피닉스의 2011 시즌은 상주로 연고지를 이전하여 재창단 후 역사적인 첫 K리그 시즌이다.

## 시즌 준비
2010년 입대한 최효진, 김치우, 김치곤등으로 전력 보강을 하며 시즌 준비를 하였다.

## 같이 보기
- 상주 상무 피닉스